# Albaranzeuli Bianco
Albaranzeuli Bianco ist eine Weißweinsorte, die in der italienischen Region Sardinien kultiviert wird. Sie wird im Allgemeinen nicht reinsortig ausgebaut, sondern als Verschnittpartner verwendet. Obwohl ihr Anbau in der Provinz Oristano empfohlen wird, lag die bestockte Rebfläche in den 1990er Jahren bei geringen 23 Hektar.
Vermutungen legen nah, dass die Rebsorte während der spanischen Besatzungszeit von 1323 bis 1713 aus Spanien importiert wurde.
Auf Sardinien wird auch die rote Rebsorte Albaranzeuli Nero angebaut.
Siehe auch den Artikel Weinbau in Italien, Weinbau in Spanien sowie die Liste von Rebsorten.

## Synonyme
Die Rebsorte Albaranzeuli Bianco ist auch unter den Namen Albaranzèllu, Alvarenzeli, Alvarenzell, Alvaranzeuli Bianco, Laconari Bianca, Laconarzu   Laconazzu Bianco und Liconargiu bekannt.

## Ampelographische Sortenmerkmale
In der Ampelographie wird der Habitus folgendermaßen beschrieben:
- Die Triebspitze ist offen. Sie ist nur leicht wollig behaart, grünlich mit leicht rötlichfarbenem Anflug. Die weißlich – hellgrünen Jungblätter sind leicht behaart.
- Die mittelgroßen Blätter sind fünflappig und tief gebuchtet (siehe auch den Artikel Blattform). Die Stielbucht ist überlappend geschlossen. Das Blatt ist grob gezahnt.
- Die konus- bis walzenförmige Traube ist mittelgroß und lockerbeerig. Die rundlichen Beeren sind mittelgroß und von goldgelber Farbe.

Die Rebsorte reift ca. 30 Tage nach dem Gutedel und gilt somit als spät reifend.
Albaranzeuli Bianco ist eine Varietät der Edlen Weinrebe (Vitis vinifera). Sie besitzt zwittrige Blüten und ist somit selbstfruchtend. Beim Weinbau wird der ökonomische Nachteil vermieden, keinen Ertrag liefernde, männliche Pflanzen anbauen zu müssen.